# دوروته
دوروته (فرانسوی: Dorothée‎؛ زادهٔ ۱۴ ژوئیهٔ ۱۹۵۳) خواننده و مجری تلویزیون اهل فرانسه است. وی بین سال‌های ۱۹۷۳ تا ۲۰۱۰ میلادی فعالیت می‌کرد.
از فیلم‌هایی که وی در آنها نقش داشته‌است می‌توان به عموی آمریکایی‌ام و واتو واتو، پرنده اعجاب‌انگیز اشاره کرد.